# 関東いすゞ自動車
関東いすゞ自動車株式会社（かんとういすずじどうしゃ、略称：関東いすゞ）とは、いすゞ自動車が製造する自動車を販売する会社である。群馬運輸支局・埼玉運輸支局管轄区域を販売エリアとする正規ディーラーである。

## 沿革
- 1943年（昭和18年） 自動車修理用部品配給統制規制公布・自動車統制会指定により埼玉県自動車配給株式会社が創立、いすゞ（前身のヂーゼル自動車工業株式会社）、トヨタ、日産、各社の販売を開始。[3]
- 1946年（昭和21年）6月 - 改正自動車配給要綱に基づき運輸省が地方自動車配給株式会社を解散。（解散した埼玉県自動車配給会社は、現在の埼玉日産自動車株式会社が存続母体となる。[4]）
- 1946年（昭和21年） 8月 - 自動車部品の販売会社として、前身の関越自動車株式会社が創立。
- 1946年（昭和21年）9月 - いすゞ自動車株式会社（前身のヂーゼル自動車工業株式会社）と、群馬・埼玉・千葉・茨城・栃木の5県を販売区域とするいすゞ自動車の販売を取り扱う総代理店となる。
- 1946年（昭和21年）11月 - 東京都神田区須田町一丁目10番地に東京営業所を開設。同時に、商号を関東いすゞ自動車販売株式会社に変更。
- 1949年（昭和24年）5月 - 商号を関東いすゞ自動車株式会社に変更。
- 1950年（昭和25年）3月 - 茨城県を販売区域より分離。（現在の茨城いすゞ自動車へ）
- 1950年（昭和25年）4月 - 栃木県を販売区域より分離。（現在の栃木いすゞ自動車へ）
- 1957年（昭和32年）3月 - 千葉県を販売区域より分離。（千葉いすゞ自動車→現在の東京いすゞ自動車へ）
- 1969年（昭和44年）10月 - 関東いすゞ健康保険組合を設立。
- 2004年（平成16年）11月 - 西東京いすゞ自動車を子会社化。
- 2004年（平成16年）12月 - サービス部門でISO 9001：2000の認証取得。
- 2005年（平成17年）12月 - 全社でISO 14001：2004の認証取得。
- 2007年（平成19年）3月 - 埼群いすゞモーター株式会社を統合。
- 2007年（平成19年）4月 - 株式会社テクノ沼田を統合。
- 2011年（平成23年）- 川越支店が国交省の表彰事業である平成23年度「環境指向型事業者」埼玉運輸支局長表彰を受賞[5]。
- 2013年（平成25年）2月1日 - 西東京いすゞ自動車株式会社をいすゞ自動車首都圏株式会社へ譲渡[6]。
- 2013年（平成25年）- 伊奈支店と深谷花園支店が国交省の表彰事業である平成25年「環境指向型事業者」埼玉運輸支局長表彰を受賞[7]。
- 2016年（平成28年）- 沼田出張所と入間サービスセンターが国交省の表彰事業である平成28年「環境指向型事業場」関東運輸局長表彰を受賞[8]。

## 事業所所在地
- 本社，    群馬県高崎市宮原町1-21
- 高崎支店，群馬県高崎市宮原町1-21
- 太田・大泉支店，群馬県邑楽郡大泉町仙石3-25-2
- 渋川支店，群馬県渋川市中村738
- 前橋支店，群馬県前橋市上長磯町187-1
- 上武支店，群馬県伊勢崎市田部井町3-2700-1
- 沼田出張所，群馬県沼田市高橋場町4991
- 浦和支店，埼玉県さいたま市南区内谷2-18-36
- 川口支店，埼玉県川口市江戸袋2-1-11
- 春日部支店，埼玉県春日部市上柳196
- 越谷支店，埼玉県越谷市流通団地1-1-15
- 伊奈支店，埼玉県北足立郡伊奈町小室1360
- 所沢・三芳支店，埼玉県入間郡三芳町竹間沢東5-1
- 川越支店， 埼玉県川越市南台1-4-3
- 深谷花園支店， 埼玉県深谷市135-1

- 春日部サービスセンター，埼玉県春日部市豊野町2-32-13
- 大宮サービスセンター，埼玉県さいたま市北区吉野町2-11-4
- 入間サービスセンター，埼玉県入間市大字宮寺3170-6

## 子会社・関連会社
- ケイアイジーサービス株式会社
- 北関東自動車工業株式会社
- いすゞ産業株式会社
- 西東京いすゞ自動車（2013年2月1日付けでいすゞ首都圏株式会社へ譲渡）